# Oakley, Skottland
Oakley är en ort i Storbritannien.   Den ligger i kommunen Fife och riksdelen Skottland, i den centrala delen av landet, 500 km norr om huvudstaden London. Oakley ligger 56 meter över havet och antalet invånare är 4 067.
Terrängen runt Oakley är huvudsakligen platt, men norrut är den kuperad. Havet är nära Oakley åt sydväst. Runt Oakley är det ganska tätbefolkat, med 207 invånare per kvadratkilometer. Närmaste större samhälle är Dunfermline, 5,7 km öster om Oakley. Trakten runt Oakley består i huvudsak av gräsmarker.